# Розен, Шломо
Шломо Розен (21 июня 1905 — 7 декабря 1985) — политик и общественный деятель Израиля, депутат кнессета от партии МАПАМ и Маарах, министр в нескольких правительствах Израиля.

## Биография
Розен родился в Остраве, в Австро-Венгрии (ныне Чехия) 21 июня 1905 года. Эмигрировал в Эрец-Исраэль в 1926 году. В 1927 году он присоединился к кибуцу Сарид. В период 1933—1935 был послан движением Ха-Шомер ха-цаир в его родной город. Он был секретарем движения Кибуц Арци и принимал активное участие в движении «бело-голубых» (тхелет-лаван).
Был избран в 1965 году в кнессет шестого созыва от партии МАПАМ. Работал председателем Комиссии по государственной службе и был членом комитета по экономическим вопросам. Был избран в Кнессет седьмого созыва в 1969 году от блока Маарах. Он был членом Комиссии по финансам и заместителем спикера Кнессета. 20 ноября 1972 г. был назначен заместителем министра абсорбции в пятнадцатом правительстве Израиля. Несмотря на то, что он не был избран в кнессет восьмого созыва в 1973 году, он был назначен министром абсорбции в шестнадцатом и семнадцатом правительстве. 16 января 1977 г. назначен министром строительства, вместо Авраама Офера.